# Autobahn A21 (Schweiz)
Die Schweizer Autobahn A21 beziehungsweise Autostrasse A21 ist Teil der Nationalstrasse 21 und dient als Umfahrungsstrasse für die Stadt Martigny. Auf diesem Teilstück des Schweizer Autobahn- und Autostrassennetzes fliesst der Transitverkehr auf den Grosser-St.-Bernhard-Pass bzw. durch den St.-Bernhard-Tunnel (Hauptstrasse 21/T2) nach Italien.